# 虎紋異齒䲁
虎紋異齒䲁（學名：Ecsenius tigris），又稱虎紋無鬚䲁，為輻鰭魚綱鳚形目䲁科異齒䲁屬的一種，被IUCN列為易危保育類動物，分布於西太平洋珊瑚海西部魚鷹礁、布干維爾礁和霍姆斯礁海域，深度1至35公尺，本魚體延長，稍側扁，似圓柱狀；頭鈍短。前鼻孔具一鼻鬚；無眼上鬚及頸鬚，後犬齒，兩側各一個，側線無垂直孔對，體色棕褐色，背部有一排黑色斑點或短條紋，條紋之間有白色斑點，中側有一排白色虛線，下側有第二排短深色條紋，背鰭硬棘12枚、背鰭軟條13-14枚、臀鰭硬棘2枚、臀鰭軟條15-16枚，體長可達5公分，棲息在珊瑚礁，雌魚產附著性卵，雄魚有護卵行為，幼魚為浮游性，生活習性不明，可做為觀賞魚。